# جيف تشابل
جيف تشابل (بالإنجليزية: Geoff Chapple)‏ هو مدرب كرة قدم ولاعب كرة قدم بريطاني في مركز الهجوم، ولد في 1946. لعب مع نادي ألتون ونادي وكينغ.